# Percy Rojas
Percy Rojas Montero (Lima, 16 de setembre de 1949) és un exfutbolista peruà de la dècada de 1970.
Va formar part de l'equip peruà a la Copa del Món de 1978 i 1982 i la Copa Amèrica de 1975.
Pel que fa a clubs, defensà els colors de Universitario de Deportes, Independiente (Argentina), Sporting Cristal i Sérésien (Bèlgica).

## Trajectòria esportiva
En l'àmbit professional va jugar a Universitario de Deportes, Independiente (Argentina), Sporting Cristal i Sérésien (Bèlgica). Quan estava amb Independiente van guanyar la Copa Libertadores 1975, la Primera Divisió del Perú amb Universitario (1967, 1969, 1971, 1974 i 1982) i dos més amb l'Sporting Cristal (1979, 1980).